# ヨンギー・パクパーン
ヨンギー・パクパーン（Younghi Pagh-Paan、朴泳姫、1945年  -）は、大韓民国の現代音楽の作曲家。パーンは琵琶の称号「琶庵」を表す。夫のフーバー逝去後は、Younghi Huber-Bahkと改名している。

## 略歴
連合軍軍政期の清州市に生まれる。1960年代までは、現代音楽に関する書物は日本語のものしかなく、まず日本語を覚えることから始まったという。やがてドイツへ留学し、フライブルク音楽大学でクラウス・フーバーなどに師事。のちにフーバーの妻となり、イタリアのパニカーレとブレーメンを往復している。第5回ボスヴィル現代音楽フォーラム第一位、インターナショナル・ロストラム・オブ・コンポーザーズ一般部門グランプリなどのいくつかの受賞歴があるが、ハイデルベルク賞をアジア人ではじめて受賞したことが大きい。MONTAIGNEからアジア人として初のCDリリースを行ったことが話題となり、1995年に秋吉台セミナーの講師として初来日。武生国際作曲ワークショップにも2001年と2003年の2度招待されている。早期にドイツに渡り独韓の往復を行うことが無かったことから、韓国では長らく主流から外されていた。
旋法的な音組織を多用し、素材を丁寧に変容させて良いシステムとともに豊かな世界を築きあげるのが特徴。初期にはプロポーショナル・ノーテーションやポリ・テンポなどの複雑な様相が残っていたが、現在は完全な確定記譜で作曲している。オーケストラを数箇所の音源に分割して、別々の音楽が同時進行する大オーケストラのための「SORI(1979/1980)」、SORIの成功を受けて書かれた「NIM(1986/1987)」で名声を確実にした。反戦などの社会的メッセージを折り込んだテクストを使うことも、彼女の個性とみなされていた。小さなパーカッションを担当する2人のクラリネット奏者と笙のための「Ta-Ryong V(1995)」ではクラリネット奏者が爪弾く小型の打楽器を、常に空いた手でさわり、その打楽器の余韻が塗されたなかを笙とクラリネットの線が、持続音で太い音楽性を彩ってゆく。通常の笙の書法は一段で済ますが、複雑な持続を達成するために数段で書かれており、大変至難な練習を強いられる。しかし、聴衆にはその苦労が聞き取られること無く、高音域のドローンの移り変わりを自然に認知できる。
6人の奏者の為の「U-Mul/Der Brunnen (泉）」は音空間が徐々に広がってゆく様子が耳で聞き取れるくらいに平明であり、現代音楽の持つ難解さをできるだけ払拭する努力が認められる。最小限の道具で、できる限り慎ましくなおかつ強くといった態度が、ドイツで認められた。これ以後、旋法性が顕著となり音場判定のしやすい構成に傾斜する。長らくの懸案であった韓国の寓話に基づく室内オペラ「月影」も、2006年にISCM音楽祭の枠内で初演された。2008年の、ヴィオッティ国際音楽コンクール作曲部門の審査員メンバーでもあった。作品はRICORDI BERLINから全作が発売されている。パク・パーンはブレーメン音大の教授に付いた後、直弟子のトビアス・クリッヒが2013年度のガウデアムス国際作曲コンクールのグランプリを受賞した。その他の弟子にクラウス・ラングがいる。

## 受賞歴
- 2009 15th KBS Global Korean Award
- 2009 Member of the Akademie der Künste, Berlin
- 2007 Order of Civil Merit of the Republic of South Korea
- 2006 Lifetime Achievement Award of Seoul National University
- 1995 Heidelberg Artists Prize
- 1985 Scholarship from the Kunststiftung of Baden-Württemberg
- 1980/1981 Scholarship at the Südwestfunk's Heinrich‑Strobel-Stiftung
- 1980 1st Prize of the City of Stuttgart
- 1979 インターナショナル・ロストラム・オブ・コンポーザーズ一般部門グランプリ
- 1979 Nan‑Pa Music Prize, Korea
- 1978 1st Prize at the 5th Composers Seminar in Boswil (スイス)

## 作品リスト
- 2019 Im Sternenlicht
- 2018 Seerose - Wurzelwerk
- 2018 Wundgewandert
- 2018 Uns dürstete
- 2018 Glanz des Sonnenuntergangs
- 2018 Fanfarella
- 2017 Ne ma-am / My Heart
- 2017 Horizont auf hoher See
- 2015 Mein Herz II
- 2015 Lebensbaum III
- 2015 Seht euch an, wie Lilien blühen!
- 2015 Warte nur balde...
- 2015 In deinem Licht, sehen wir: das Licht
- 2015 Gebete
- 2014 Lebensbaum II
- 2014 Lebensbaum I
- 2013 Silbersaiten V
- 2013 Zahllose Sterne
- 2013 Augenblicke - Gebet
- 2013 Lotosblumen
- 2013 Der Glanz des Lichtes
- 2012 Imaginärer Tanz einer Dichterin
- 2012 Chohui and Her Imaginary Dance
- 2012 Hang-Sang V
- 2012 NOCH II
- 2012 Im Lichte werden wir wandeln
- 2011 HANG-SANG IV
- 2010/2011 Hohes und tiefes Licht
- 2010 Silbersaiten IV
- 2010 Im Lichte wollen wir wandeln
- 2010 Silbersaiten
- 2010 Silbersaiten II
- 2009 Silbersaiten III
- 2009 Unterm Sternenlicht
- 2009 Attende, Domine, miserecordiam tuam
- 2009 Den Müttern
- 2008 I thirst
- 2008 Fanfare
- 2007 Bleibt in mir und ich in euch
- 2007 Qui-Han-Nim / Edler Mann
- 2007 Gi-da-ryu-ra / Warte nur
- 2007 Das Universum atmet, es wächst und schwindet
- 2007 Vide Domine, vide afflictionem nostram
- 2007 In luce ambulemus
- 2006 Mondschatten (Moon Shadow)
- 2005 5HANG-SANG III
- 2005 Hin-Nun II / White Snow
- 2004/05 Wundgeträumt
- 2003 Moira
- 2002 Louise Labé
- 2002 Silbersaiten
- 2000/01 Dorthin, wo der Himmel endet
- 2000 Roaring Hooves
- 1999/2000 IO
- 1999 BI-YU
- 1998 sowon...borira
- 1997/98 GO-UN NIM
- 1997 In dunkeln Träumen...
- 1997 Die Insel schwimmt
- 1996 NOCH...
- 1996 NE MA-UM
- 1995/96 SOWON / The Wish
- 1995 TA-RYONG V
- 1994 HANG-SANG II
- 1993/94 TSI-SHIN-KUT / The Ritual of the Earth Spirit
- 1993 HANG-SANG I
- 1992/94 Rast in einem alten Kloster
- 1992/1993 BIDAN-SIL / Silk Thread
- 1992 U-MUL / The Well
- 1991 TSI-SHIN / TA-RYONG III
- 1991 TA-RYONG IV
- 1991 Mein Herz
- 1990/91 MA-UM
- 1990 ma-am (Mein Herz)
- 1989-1998 HWANG-TO II
- 1988/98 TA-RYONG VI
- 1988/89 HWANG-TO / Yellow Earth
- 1987/88 TA-RYONG II
- 1986/87 NIM
- 1985 'HIN-NUN I
- 1984/85 NO-UL
- 1984 AA-GA I
- 1983 Flammenzeichen (Sign of the Flames)
- 1982 PYON-KYONG
- 1981 Madi
- 1979 NUN
- 1979 Sori
- 1977/86 MAN-NAM II
- 1977/2005 Man-Nam III
- 1977 Man-Nam I
- 1975 Dreisam-Nore
- 1971 PA-MUN